# Romana Kayser
Romana Kayser (* 27. April 1987 in Luzern) ist eine ehemalige Schweizer Beachvolleyballspielerin.

## Karriere
Kayser wurde 2003 mit Muriel Grässli Neunte der Jugend-Weltmeisterschaft in Pattaya. Im folgenden Jahr spielte das Duo bei den Gstaad Open erstmals auf der World Tour. Beim Open-Turnier 2005 an gleicher Stelle trat Kayser erstmals mit Isabelle Forrer an. Kayser/Forrer spielten bis 2006 einige Turniere der Weltserie, kamen dabei aber nicht über Platz 33 hinaus. Ausserdem wurde Kayser 2006 Vize-Europameisterin der U20. Bei den Junioren-Weltmeisterschaften 2006 in Mysłowice und 2007 in Modena erreichte sie mit Grässli jeweils den neunten Rang. Ansonsten spielte sie seit 2007 international mit Martina Grossen. Im ersten Spiel der EM 2008 in Hamburg verloren sie gegen die Belgierinnen Mouha / Van Breedam; auf der Verliererseite erreichten sie danach die zweite Runde und schieden gegen das griechische Duo Koutroumanidou/Tsiartsiani aus. Im gleichen Jahr gewannen Kayser/Grossen die Schweizer Meisterschaft. 2009 spielten Kayser/Grossen drei Masters-Turniere, bevor sie beim Grand Slam in Marseille den 17. Platz belegten. Von 2009 bis 2012 wurde Kayser viermal in Folge Schweizer Vizemeisterin.
International kehrte sie 2011 zurück und gewann mit Grässli das Satellite-Turnier in Vaduz. In Den Haag spielte sie erstmals mit ihrer neuen Partnerin Joana Heidrich. Das Duo wurde 2012 Neunter des Grand Slams in Gstaad und kam in Klagenfurt auf den 17. Platz. 2013 und 2014 bildete Kayser wieder ein Team mit Grässli. Die wiedervereinten Schweizerinnen schieden bei der WM 2013 in Stare Jabłonki sieglos nach der Vorrunde aus.